# Cuphomantis petrosperma
Cuphomantis petrosperma is een vlinder uit de familie zakjesdragers (Psychidae). De wetenschappelijke naam van deze soort is voor het eerst geldig gepubliceerd in 1935 door Edward Meyrick.